# Лысаковский, Иван Леопольдович
Иван Леопольдович Лысаковский (23 октября 1921 — 12 октября 2021 года, Минск) — советский разведчик, генерал-майор (1971), белорусский военный и государственный деятель, заместитель председателя КГБ БССР (1966—1979).

## Биография
Родился в деревне Талька (ныне — Пуховичского района Минской области) в семье железнодорожника.
Окончил 10 классов школы. В 1939 году поступил в Московский институт инженеров железнодорожного транспорта, однако в том же году был призван в армию. В РККА с 1939 года. Службу начал в Монголии, водителем. С началом Великой Отечественной войны — в действующей армии. Демобилизован в 1946 году. После демобилизации вернулся в родную деревню, работал заведующим библиотекой.
В органах госбезопасности с мая 1947 года. Работал в подразделениях по борьбе с бандитизмом МВД — МГБ Белорусской ССР, с 1954 года — в 2-м (контрразведка), затем в 1-м (разведка) Управлениях КГБ при СМ Белорусской ССР. Выезжал в командировки за границу в США, ГДР, Польшу, Бельгию, Японию (1975). Занимал должности: Начальник 1-го Управления (разведка) КГБ при СМ Белорусской ССР.
Заместитель председателя КГБ при СМ Белорусской ССР (1966—1976); 1-й заместитель председателя КГБ при СМ Белорусской ССР (1976—1979); начальник Высших курсов КГБ в Минске (1979—1988 г.).
С 1988 года в отставке.
Умер 12 октября 2021 года. Похоронен на Восточном кладбище Минска.

## Награды и звания
- Генерал-майор (1971)
- Орден Красного Знамени
- Орден Отечественной войны 1-й степени
- Орден Красной Звезды
- Нагрудный знак «Почетный сотрудник госбезопасности»
- 22 медали